# Vilanova (Montederramo)
Vilanova es un lugar situado en la parroquia de Gabín, del municipio español de Montederramo, en la provincia de Orense, Galicia.

## Localización
El lugar está situado entre las poblaciones de Gabín, Valdarias, Touzal y Outeiro. Vilanova delimita en un extremo con un camino que comunica con una carretera que proviene de Valdarias y de Gabín. Esta misma carretera se dirige a la capital de  Montederramo que está a unos 3,5 km aprox., pueblo de 1500 habitantes y con Ayuntamiento.

## Demografía
| Gráfica de evolución demográfica de Vilanova entre 2000 y 2022 |
|                                                                |
| Datos según el nomenclátor publicado por el INE.               |

## Patrimonio
La iglesia más cercana es la de San Pedro del pueblo de Gabín.
Vilanova esconde más de un tesoro en su interior, así como un horno antiquísimo que se sitúa en la parte más alejada del pueblo. 

## Economía
La actividad del lugar se centra en actividades como la ganadería y la agricultura.
Actualmente cuenta con servicios básicos como electricidad, agua, teléfono, recogida de basura y visita del cartero. El servicio médico primario más cercano está en Montederramo en un horario específico. Por el centro de Vilanova pasan habitualmente vendedores de pan y diferentes productos comestibles así como del hogar que facilitan el no tener que desplazarse a Montederramo.